# 鞘基风毛菊
鞘基风毛菊（学名：Saussurea colpodes）是菊科风毛菊属的植物，是中国的特有植物。分布于中国大陆的西藏等地，生长于海拔3,340米的地区，常生长在林缘或路边，目前尚未由人工引种栽培。